# Фалко, Эди
Э́ди Фа́лко (англ. Edie Falco; род. 5 июля 1963[…], Бруклин, Нью-Йорк) — американская актриса, наиболее известная благодаря роли Кармелы Сопрано в сериале «Клан Сопрано» и Джеки Пейтон в сериале «Сестра Джеки». Лауреат двух «Золотых глобусов», четырёх «Эмми» и пяти Премий гильдии киноактёров. Фалко является единственной актрисой, удостоенной «Эмми» в категориях и за лучшую женскую роль в драматическом сериале и за лучшую женскую роль в комедийном сериале.

## Биография
Фалко родилась в Бруклине, в Нью-Йорке. Её мать — актриса Джудит Андерсон, а отец — Фрэнк Фалко, джазовый барабанщик. Отец имел итало-американское происхождение, а мать шведо-американское. Кроме Эди у родителей было трое детей — Джозеф, Поль и Рут. Её дед — новеллист, драматург и поэт Эдвард Фалко, работал профессором в Политехническом университете Виргинии. Детство Эди провела в Нортпорте и Уэст-Айслипе на Лонг-Айленде. Фалко окончила Northport High School в 1981 году. После окончания школы играла в мюзикле My Fair Lady. Посещала актёрские курсы в SUNY Purchase, где с ней также обучались будущие актёры Стэнли Тучи и Винг Рэймс, с которыми она до сих пор поддерживает дружеские отношения.
Фалко начала свою карьеру в конце восьмидесятых и последующее десятилетие исполняла, в основном, роли второго плана в независимых кинофильмах. Она номинировалась на премию «Независимый дух» за лучшую женскую роль за фильм «Закон неизбежности» (1992), а в 1997 году получила приз Американского института киноискусстваза главную роль в картине «Цена жизни». На телевидении её карьера складывалась вокруг второстепенных ролей в сериалах «Закон и порядок», «Убойный отдел» и «Тюрьма Оз», за участие в которых Эди Фалко получала похвалу от критиков за свой натуралистический актёрский стиль. В 1997 году она сыграла главную роль в телевизионном пилоте, основанном на фильме «Фарго».
В 1999 году Фалко получила свою самую известную роль, в сериале канала HBO «Клан Сопрано». Сериал добился неожиданного успеха, а Фалко в свою очередь пять раз выдвигалась на премию «Эмми» за лучшую женскую роль в драматическом сериале, выиграв трижды. Также она получила две награды «Золотой глобус» за лучшую женскую роль в телевизионном сериале — драма и пять премий Гильдии киноактёров США.
После завершения сериала, Фалко решила избавиться от своего драматичного образа из сериала, взяв на себя комедийную роль конгрессвумен в ситкоме «Студия 30», которая принесла ей номинацию на «Эмми» в категории «Лучшая приглашённая актриса в комедийном телесериале». В 2009 году она вернулась к регулярной работе на телевидении с главной ролью в чёрной комедии «Сестра Джеки» о медсестре-наркоманке. Сериал получил похвалу от критиков, но негативно был воспринят медицинскими работниками. В 2010 году Фалко выиграла «Эмми» за лучшую женскую роль в комедийном сериале, а при получении награды скромно заявила, что она не смешная. Она также неоднократно номинировалась на «Золотой глобус» и премию Гильдии киноактёров США за свою роль в сериале. В 2011 году она номинировалась на «Тони» за лучшую женскую роль второго плана в пьесе за участие в бродвейской постановке «Дом синих листьев».
Фалко никогда не была замужем. У неё есть приемный сын Андерсон и приёмная дочь Мэйси, которых она усыновила в 2005 и 2008 годах соответственно.

## Фильмография

### Кино
| Год  | Название на русском     | Название на английском   | Роль                  | Примечания |
| ---- | ----------------------- | ------------------------ | --------------------- | --- |
| 1987 | Милая Лоррейн           | Sweet Lorraine           | Карен                 | |
| 1989 | Невероятная истина      | The Unbelievable Truth   | Джейн                 | |
| 1989 |                         | Sidewalk Stories         | женщина               | |
| 1990 | Доверие                 | Trust                    | Пег Кафлин            | |
| 1991 | Я был на Марсе          | I Was on Mars            | женщина — водитель    | |
| 1992 | Закон неизбежности      | Laws of Gravity          | Дениз                 | номинация — Премия «Независимый дух» за лучшую женскую роль |
| 1992 | Время вышло             | Time Expired             | Джинни                | короткометражный фильм |
| 1993 | Размолвка               | Rift                     | кинорежиссёр          | |
| 1994 | Пули над Бродвеем       | Bullets Over Broadway    | Лорна                 | |
| 1995 | Зависимость             | The Addiction            | Джин                  | |
| 1995 | Огненный вопль          | Backfire!                | мама                  | |
| 1996 |                         | Layin' Low               | Энджи                 | |
| 1996 | Похороны                | The Funeral              | спикер                | |
| 1996 | Дышащая комната         | Breathing Room           | Марси                 | |
| 1996 | Конец детства           | Childhood’s End          | Пэтти                 | |
| 1997 | Ураган                  | Hurricane                | Джоанн                | |
| 1997 | Части тела              | Private Parts            | подруга Эллисон       | |
| 1997 | Полицейские             | Cop Land                 | Берта                 | |
| 1997 | Неприятности на углу    | Trouble on the Corner    | Вивиан Стюарт         | |
| 1997 | Цена жизни              | Cost of Living           | Билли                 | AFI Fest Award за лучшую женскую роль |
| 1998 | Слепой свет             | Blind Light              | Диана Дибенко         | |
| 1998 | Дороже рубинов          | A Price Above Rubies     | Фейга                 | |
| 1999 | Джуди Берлин            | Judy Berlin              | Джуди Берлин          | |
| 1999 | Оператор смерти         | Stringer                 | телепродюсер          | |
| 1999 | Паутина лжи             | Random Hearts            | Дженис                | |
| 2000 | Смерть собаки           | Death of a Dog           | мама                  | |
| 2000 | Ночная сенсация         | Overnight Sensation      | координатор фестиваля | |
| 2002 | Солнечный штат          | Sunshine State           | Марли Темпл           | Премия «Спутник» за лучшую женскую роль второго плана — Кинофильм Премия Ассоциации кинокритиков Лос-Анджелеса за лучшую женскую роль второго плана Номинация — Chlotrudis Society for Independent Film за лучшую женскую роль второго плана Номинация — Dallas-Fort Worth Film Critics Association Award за лучшую женскую роль второго плана Номинация — Online Film Critics Society за лучшую женскую роль второго плана |
| 2005 | Девушка из понедельника | The Girl from Monday     | судья                 | |
| 2005 | Великое новое чудо      | The Great New Wonderful  | Сафара                | |
| 2006 | Душа тишины             | The Quiet                | Оливия Дир            | |
| 2006 | Обратная сторона правды | Freedomland              | Карен Коллуси         | |
| 2010 | Три семьи               | 3 Backyards              | Пегги                 | |
| 2013 | Игры богов              | Gods Behaving Badly      | Артемида              | |
| 2017 | Меган Ливи              | Megan Leavey             | Джеки Ливи            | |
| 2022 | Аватар: Путь воды       | Avatar: The Way of Water | генерал Ардмор        | |
| 2025 | Аватар 3                | Avatar 3                 | генерал Ардмор        | постпродакшн |

### Телевидение
| Год       | Название на русском                          | Название на английском            | Роль              | Примечания |
| --------- | -------------------------------------------- | --------------------------------- | ----------------- | --- |
| 1993—1997 | Убойный отдел                                | Homicide: Life on the Street      | Эва Торомэн       | 5 эпизодов |
| 1995—1997 | Полицейские под прикрытием                   | New York Undercover               | сержант Келли     | 3 эпизода |
| 1993—1998 | Закон и порядок                              | Law & Order                       | Салли Белл        | 4 эпизода |
| 1997      | Фарго                                        | Fargo                             | Мардж Гандерсон   | пилот |
| 1997—2000 | Тюрьма Оз                                    | Oz                                | Диана Уиттлеси    | 23 эпизода |
| 1999—2007 | Клан Сопрано                                 | The Sopranos                      | Кармела Сопрано   | Регулярная роль, 86 эпизодов Премия «Эмми» за лучшую женскую роль в драматическом телесериале (1999, 2001, 2003) Премия «Золотой глобус» за лучшую женскую роль в телевизионном сериале — драма (2000, 2003) Премия Американского института киноискусства — актриса года (2002) Премия Ассоциации телевизионных критиков за личные достижения в драме (2003) Премия Гильдии киноактёров США за лучшую женскую роль в драматическом сериале (2000, 2003, 2008) Премия «Спутник» за лучшую женскую роль в телевизионном сериале — драма (2002) Премия Гильдии киноактёров США за лучший актёрский состав в драматическом сериале (2000, 2008) Номинация — Премия «Эмми» за лучшую женскую роль в драматическом телесериале (2000, 2004, 2007) Номинация — Премия «Золотой глобус» за лучшую женскую роль в телевизионном сериале — драма (2001, 2002, 2005, 2007-08) Номинация — Премия Ассоциации телевизионных критиков за личные достижения в драме (2001, 2004) Номинация — Премия Гильдии киноактёров США за лучшую женскую роль в драматическом сериале (2001, 2002, 2005, 2007) Номинация — Премия «Спутник» за лучшую женскую роль в телевизионном сериале — драма (2000-01) Номинация — Премия Гильдии киноактёров США за лучший актёрский состав в драматическом сериале (2001-03, 2005, 2007) |
| 2001      | Дженифер                                     | Jenifer                           | продавщица        | Телефильм |
| 2004      | Уилл и Грейс                                 | Will & Grace                      | Дейдра            | 1 эпизод |
| 2007—2008 | Студия 30                                    | 30 Rock                           | Селеста Каннингем | 4 эпизода Номинация — Премия «Эмми» в категории «Лучшая приглашённая актриса в комедийном телесериале» (2008) |
| 2009—2015 | Сестра Джеки                                 | Nurse Jackie                      | Джеки Пейтон      | Регулярная роль Премия «Эмми» за лучшую женскую роль в комедийном телесериале (2010) Номинация — Премия «Эмми» за лучшую женскую роль в комедийном телесериале (2011-15) Номинация — Премия «Золотой глобус» за лучшую женскую роль в телевизионном сериале — комедия или мюзикл (2010, 2011) Номинация — Премия «Спутник» за лучшую женскую роль в телевизионном сериале — драма (2009) Номинация — Премия «Спутник» за лучшую женскую роль в телевизионном сериале — комедия или мюзикл (2010) Номинация — Премия Гильдии киноактёров США за лучшую женскую роль в комедийном сериале (2010-16) Номинация — Премия Гильдии киноактёров США за лучший актёрский состав в комедийном сериале (2013) |
| 2017      | Закон и порядок: Настоящее преступление      | Law & Order True Crime            | Лесли Абрамсон    | Регулярная роль Номинация — Премия «Эмми» за лучшую женскую роль в мини-сериале или фильме (2018) |
| 2021      | Импичмент: Американская история преступлений | Impeachment: American Crime Story | Хиллари Клинтон   | Регулярная роль |
| 2023      | Ничегошеньки                                 | Bupkis                            | Эми Дэвидсон      | Регулярная роль |

### Театр
| Год                            | Название на русском           | Название на английском                  | Роль            | Примечания |
| ------------------------------ | ----------------------------- | --------------------------------------- | --------------- | --- |
| 25 июня 1998 — 31 октября 1999 |                               | Side Man                                | Терри           | Theatre World Award Номинация — Премия «Драма Деск» за лучшую женскую роль в пьесе                                                      |
| 8 августа 2002 — 9 марта 2003  | Фрэнки и Джонни в Клер де Лун | Frankie and Johnny in the Clair de Lune | Фрэнки          | |
| 14 ноября 2004 — 9 января 2005 |                               | 'night, Mother                          | Джесси Кейтс    | |
| 25 апреля 2011 — 25 июня 2011  | Дом синих листьев             | The House of Blue Leaves                | Бананас Шонесси | Премия «Драма Деск» за лучшую женскую роль второго плана в пьесе Номинация — Премия «Тони» за лучшую женскую роль второго плана в пьесе |